# Directo al corazón
Directo al corazón è il secondo album ufficiale di Luis Miguel pubblicato alla fine del 1982.

## Descrizione
La produzione artistica è di Luisito Rey, che figura anche come autore del brano Marcela (dedicata alla madre di Luis Miguel). Altri autori hanno partecipato come Javier Santos, Rubén Amado, Miguel Tottis, Carlos Gaviola, Oscar Nicolini e Nano Concha.

## Tracce
1. Directo al corazón * – 2:44 (testo: Rubén Amado, Javier Santos – musica: Rubén Amado, Javier Santos)
2. Recuerdos encadenados – 3:04 (testo: Rubén Amado, Javier Santos – musica: Rubén Amado, Javier Santos)
3. Lo lei en tu diario – 3:03 (testo: Miguel Tottis, Carlos Gaviola – musica: Miguel Tottis, Carlos Gaviola)
4. A mis años ya te amo – 2:58 (testo: Rubén Amado, Javier Santos – musica: Rubén Amado, Javier Santos)
5. Nosotros dos * – 2:58 (testo: Oscar Nicolini – musica: Oscar Nicolini)
6. Rock de la niña cruel * – 2:58 (testo: Rubén Amado, Javier Santos – musica: Rubén Amado, Javier Santos)
7. Marcela – 2:50 (testo: Luisito Rey – musica: Luisito Rey)
8. Si ves a mi chica, dile que la amo * – 2:34 (testo: Rubén Amado, Javier Santos – musica: Rubén Amado, Javier Santos)
9. No es permitido – 2:59 (testo: Nano Concha – musica: Nano Concha)
10. La juventud * – 2:26 (testo: Rubén Amado – musica: Rubén Amado)